# Groscavallo
Groscavallo (piemontesisch Grosscaval, frankoprovenzalisch Gruskavà, französisch Groscaval) ist eine Gemeinde  in der italienischen Metropolitanstadt Turin (TO), Region Piemont.

## Lage und Einwohner
Groscavallo ist Mitglied in der Bergkommune Comunità Montana Valli di Lanzo und liegt rund 60 km nordwestlich von Turin im Valli di Lanzo. Es ist die höchstgelegene Gemeinde im ganzen Tal. Das Dorf wird von der Berggruppe der Levanne geprägt, die auch die Grenze zu Frankreich bilden. Das Gemeindegebiet umfasst eine Fläche von 92 km² und hat 201 Einwohner (Stand 31. Dezember 2023). Die heutige Größe des Gemeindegebiets geht auf das Jahr 1927 zurück, als Bonzo und Forno Alpi Graie durch königlichen Erlass zur Gemeinde kamen. Zur Gemeinde zählen die Fraktionen (Frazioni) Alboni, Bioletto, Bonzo, Borgo, Campo Pietra, Forno Alpi Graie, Migliere, Pialpetta (Gemeindesitz), Ricchiardi und Rivotti.
Die Nachbargemeinden sind Ala di Stura, Balme, Bonneval-sur-Arc, Ceres, Ceresole Reale, Chialamberto und Noasca.

## Geschichte

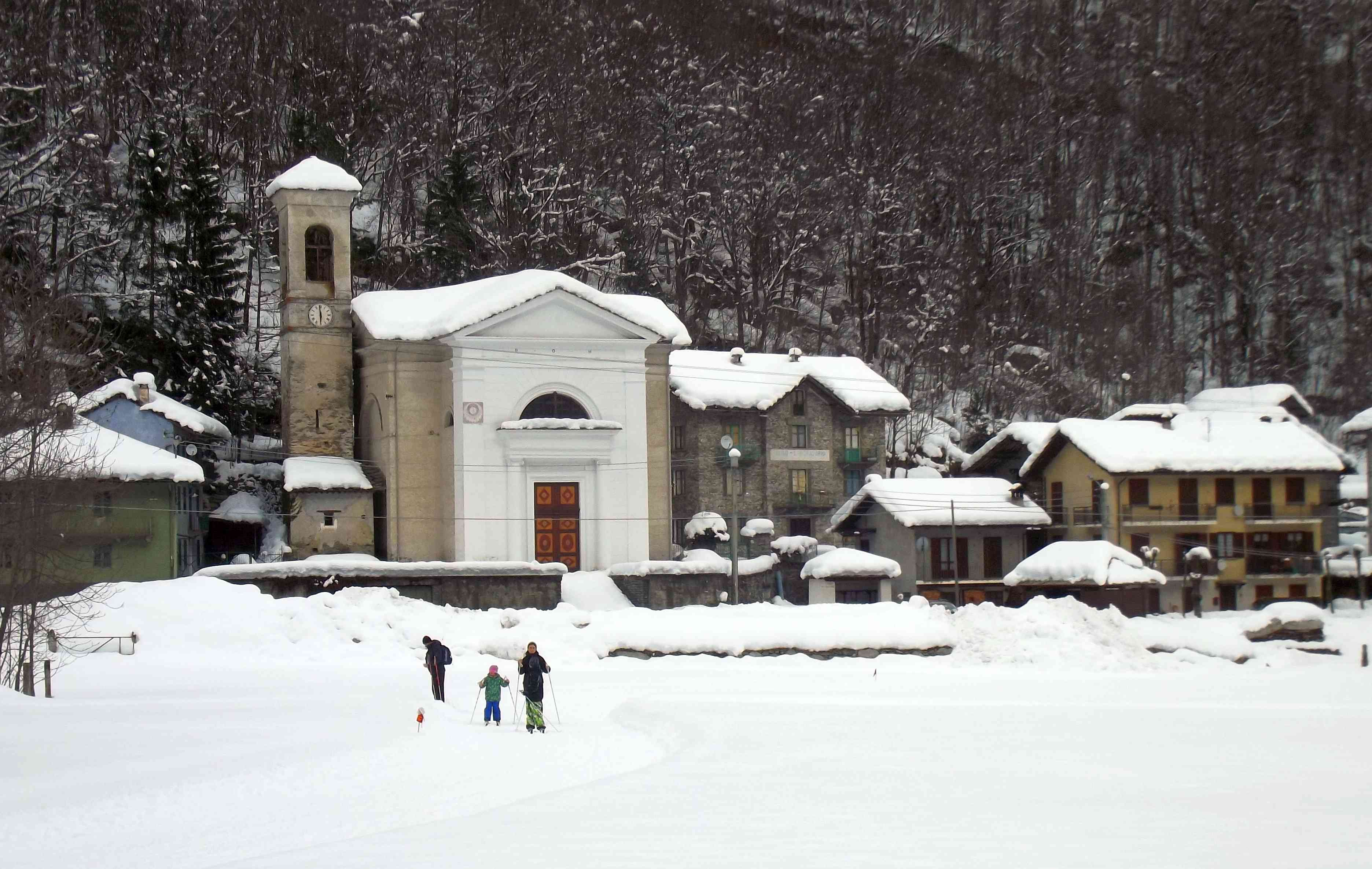
Croscavallo

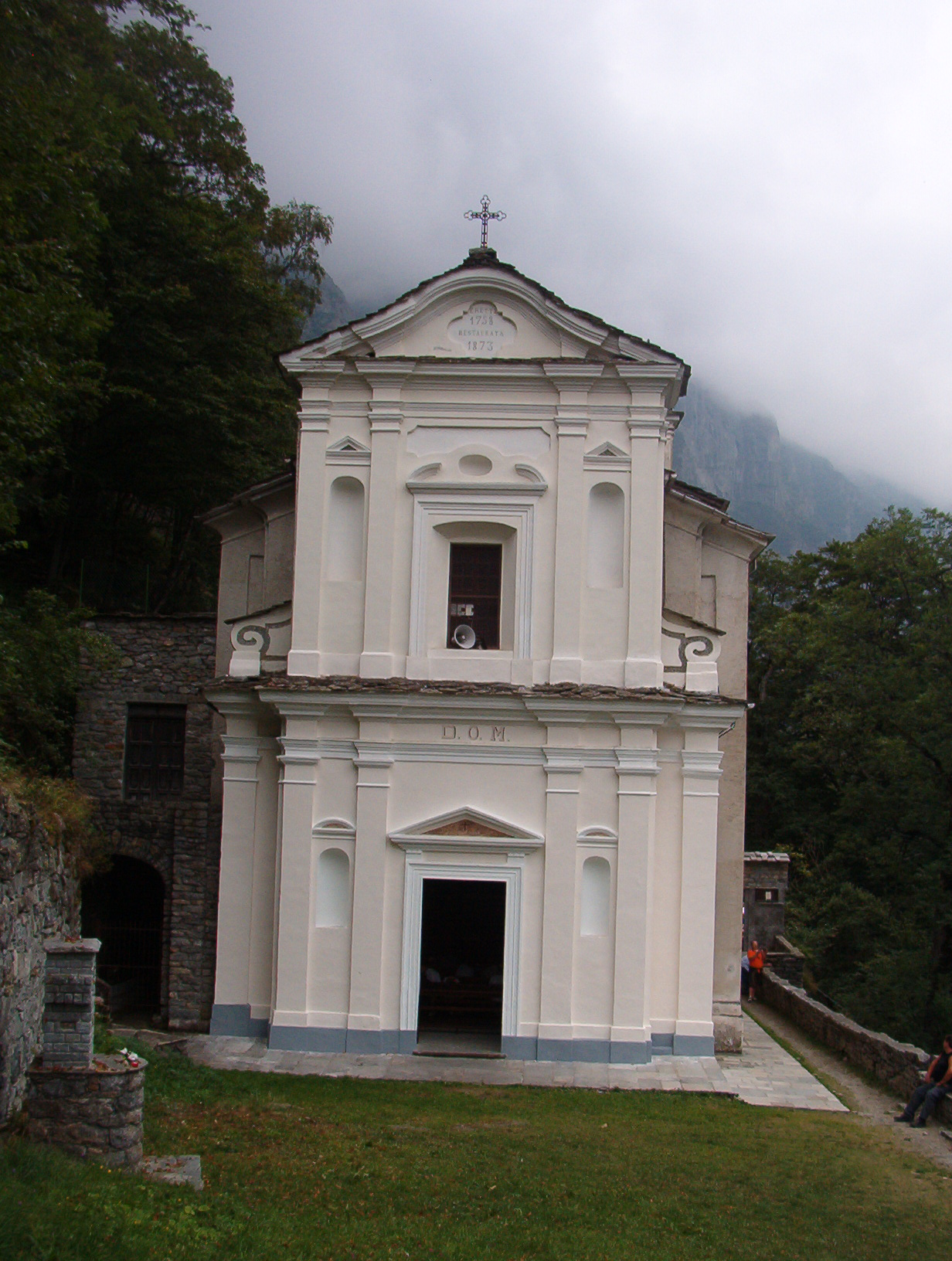
Santuario Madonna di Loreto im Ortsteil Forno Alpi Graie

Historische Quellen gehen auf das Jahr 1330 zurück, genauer gesagt auf ein Dokument, in dem die Savoyer dieses Land als Lehen an die Brüder Amedeo und Reinardo Gonterlo abtraten. Aus einer Urkunde aus dem Jahr 1341 geht hervor, dass es vom Kloster San Mauro an den Grafen von Savoyen verkauft wurde. In der Vergangenheit wurde die Ortschaft mehrmals durch heftige Stürme zerstört, unter anderem durch den von 1789, der die Landschaftsform veränderte. 
Im Jahr 1725 wurden die Lehen Bonzo, Groscavallo und Forno an Bernardino Valfrè, Antonio Cavalleri und Giuseppe Dalmazio vergeben. Anschließend, im Jahr 1925, bildeten diese oben genannten Orte die einzige Gemeinde Groscavallo. 

## Sehenswürdigkeiten
- Die Kirche San Pietro e Paolo.
- Die Pialpetta-Kapelle mit Fresken aus dem 19. Jahrhundert.
- Die Pfarrkirche von Groscavallo und die Pfarrkirche der Assunta in Forno.
- Aufgrund ihrer Lage sind das Alpenheiligtum und die Kapelle San Grato ai Alboni sehr eindrucksvoll.
- Das Forno-Heiligtum, das in einem  eindrucksvollen Tal liegt und über eine Freitreppe mit 366 Stufen erreichbar ist, die die Pilger auf den Knien hinaufstiegen und bei jeder Stufe ein Gebet sprachen.